# Wimberley (Texas)
Wimberley è un centro abitato degli Stati Uniti d'America situato nella contea di Hays dello Stato del Texas.
La popolazione era di 2 626 persone al censimento del 2010.

## Geografia fisica
Wimberley è situata a 29°59′44″N 98°06′03″W (29.995474, -98.100832), 28 miglia (45 km) a sud ovest di Austin e 46 miglia (74 chilometri) a nord est di San Antonio.
Secondo lo United States Census Bureau, la città ha un'area totale di 16,1 miglia quadrate (42 km²).

## Società

### Evoluzione demografica
Secondo il censimento del 2000, c'erano 3 797 persone, 1 576 nuclei familiari e 1 076 famiglie residenti nella città. La densità di popolazione era di 235,3 persone per miglio quadrato (90,8/km²). C'erano 1 928 unità abitative a una densità media di 119,5 per miglio quadrato (46,1/km²). La composizione etnica della città era formata dal 94,52% di bianchi, lo 0,18% di afroamericani, lo 0,79% di nativi americani, lo 0,13% di asiatici, lo 0,08% di isolani del Pacifico, il 2,98% di altre razze, e l'1,32% di due o più etnie. Ispanici o latinos di qualunque razza erano il 6,93% della popolazione.
C'erano 1 576 nuclei familiari di cui il 27,2% aveva figli di età inferiore ai 18 anni, il 56,6% aveva coppie sposate conviventi, il 9,1% aveva un capofamiglia femmina senza marito, e il 31,7% erano non-famiglie. Il 26,6% di tutti i nuclei familiari erano individuali e l'11,4% aveva componenti con un'età di 65 anni o più che vivevano da soli. Il numero di componenti medio di un nucleo familiare era di 2,34 e quello di una famiglia era di 2,79.
La popolazione era composta dal 21,5% di persone sotto i 18 anni, il 4,7% di persone dai 18 ai 24 anni, il 22,5% di persone dai 25 ai 44 anni, il 28,9% di persone dai 45 ai 64 anni, e il 22,3% di persone di 65 anni o più. L'età media era di 46 anni. Per ogni 100 femmine c'erano 89,3 maschi. Per ogni 100 femmine dai 18 anni in giù, c'erano 86,0 maschi.
Il reddito medio di un nucleo familiare era di 46 042 dollari e quello di una famiglia era di 56 910 dollari. I maschi avevano un reddito medio di 41.019 dollari contro i 26 729 dollari delle femmine. Il reddito pro capite era di 25 033 dollari. Circa il 3,0% delle famiglie e il 3,9% della popolazione erano sotto la soglia di povertà, incluso il 3,2% di persone sotto i 18 anni e il 5,0% di persone di 65 anni o più.